# Lepidopilum mohrianum
Lepidopilum mohrianum là một loài rêu trong họ Daltoniaceae. Loài này được Müll. Hal. mô tả khoa học đầu tiên năm 1874.